# Cantonul Pionsat
Cantonul Pionsat este un canton din arondismentul Riom, departamentul Puy-de-Dôme, regiunea Auvergne, Franța.

## Comune
- Bussières
- La Cellette
- Château-sur-Cher
- Pionsat (reședință)
- Le Quartier
- Roche-d'Agoux
- Saint-Hilaire
- Saint-Maigner
- Saint-Maurice-près-Pionsat
- Vergheas